# Home Again
Home Again je debutové studiové album britského zpěvák-skladatele Michaela Kiwanuky, které vyšlo 12. března 2012. Producentem alba se stal Paul Butler, člen britské indie rockové kapely The Bees. Album se nahrávalo v The Steam Rooms, což je sklepní nahrávací studio v domě ve městě Ventnor v Isle of Wight. V květnu 2012 zaznamenalo album přes 70 000 prodaných kopií (v Británii).

## Singly
- "Home Again" byl vydán jako debutový singl 1. ledna 2012. Skladba se umístila na 29. místě hitparády UK Singles Chart.
- Píseň "I'm Getting Ready" byla vydána jako druhý singl z alba 11. března 2012. Skladba se stala číslem 187 v britské hitparádě UK Singles Chart.
- "I'll Get Along" byl třetí vydaný singl z alba Home Again, který vyšel 28. května 2012.[6]
- "Bones" je čtvrtý singl, který vyjde 24. září 2012.

Ostatní vydání
- Skladby "Tell Me a Tale" a "I'm Getting Ready" byly vydány jako titulní skladby na EP. Hudební videoklipy k těmto skladbám byly vydány za účelem zviditelnění těchto jednotlivých EP.

## Seznam skladeb
| Standardní edice | Standardní edice      | Standardní edice |
| Pořadí           | Název                 | Délka            |
| ---------------- | --------------------- | ---------------- |
| 1.               | Tell Me a Tale        | 4:12             |
| 2.               | I'm Getting Ready     | 2:25             |
| 3.               | I'll Get Along        | 3:31             |
| 4.               | Rest                  | 3:52             |
| 5.               | Home Again            | 3:30             |
| 6.               | Bones                 | 3:52             |
| 7.               | Always Waiting        | 4:31             |
| 8.               | I Won't Lie           | 4:06             |
| 9.               | Any Day Will Do Fine  | 3:40             |
| 10.              | Worry Walks Beside Me | 5:02             |
| Celková délka:   | Celková délka:        | 38:41            |

| Deluxe vydání  | Deluxe vydání                         | Deluxe vydání |
| Pořadí         | Název                                 | Délka         |
| -------------- | ------------------------------------- | ------------- |
| 1.             | They Say I'm Just Doing Fine          | 3:40          |
| 2.             | Now I'm Seeing                        | 2:34          |
| 3.             | Ode To You                            | 3:23          |
| 4.             | I'll Get Along (Ethan Johns Sessions) | 3:40          |
| 5.             | I Won't Lie (Ethan Johns Sessions)    | 4:01          |
| Celková délka: | Celková délka:                        | 17:27         |

## Působení v hitparádách
| Hitparáda (2012)                | Nejvyšší pozice |
| ------------------------------- | --------------- |
| Austrian Albums Chart           | 13              |
| Belgian Albums Chart (Flanders) | 2               |
| Belgian Albums Chart (Wallonia) | 26              |
| Canadian Albums Chart           | 35              |
| Danish Albums Chart             | 23              |
| Dutch Albums Chart              | 1               |
| French Albums Chart             | 3               |
| Irish Albums Chart              | 16              |
| Norwegian Albums Chart          | 3               |
| Portuguese Albums Chart         | 17              |
| Scottish Albums Chart           | 7               |
| Swedish Albums Chart            | 8               |
| Swiss Albums Chart              | 13              |
| UK Albums Chart                 | 4               |

## Historie vydání
| Země                   | Datum vydání    | Formát(y)             | Vydavatelství   |
| ---------------------- | --------------- | --------------------- | --------------- |
| Spojené království     | 12. březen 2012 | Digitální stažení, CD | Polydor Records |
| Spojené státy americké | 8. květen 2012  | Digitální stažení, CD | Interscope      |